# Spencer Haywood
Spencer Haywood (Silver City (Mississippi), 22 de abril de 1949) é um ex-jogador de basquete norte-americano que foi campeão da Temporada da NBA de 1979-80 jogando pelo Los Angeles Lakers.

## Estatísticas na NBA
| † | Campeão da Liga          |
|   | Líder da Liga            |
|   | MVP da Temporada Regular |

### Temporada regular
| Ano      | Equipe      | Liga | PJ  | PT | MPJ  | AP   | 3P   | LL   | RT   | AS  | BR  | TO  | PPJ  |
| -------- | ----------- | ---- | --- | -- | ---- | ---- | ---- | ---- | ---- | --- | --- | --- | ---- |
| 1969–70  | D. Rockets  | ABA  | 84  | -  | 45.3 | .493 | .000 | .776 | 19.5 | 2.3 | -   | -   | 30.0 |
| 1970-71  | Seattle     | NBA  | 33  | -  | 35.2 | .449 | -    | .734 | 12.0 | 1.5 | -   | -   | 20.6 |
| 1971-72  | Seattle     | NBA  | 73  | -  | 43.4 | .461 | -    | .819 | 12.7 | 2.0 | -   | -   | 26.2 |
| 1972-73  | Seattle     | NBA  | 77  | -  | 42.3 | .476 | -    | .839 | 12.9 | 2.5 | -   | -   | 29.2 |
| 1973-74  | Seattle     | NBA  | 75  | -  | 40.5 | .457 | -    | .814 | 13.4 | 3.2 | 0.9 | 1.4 | 23.5 |
| 1974-75  | Seattle     | NBA  | 68  | -  | 37.2 | .459 | -    | .811 | 9.3  | 2.0 | 0.8 | 1.6 | 22.4 |
| 1975-76  | Knicks      | NBA  | 78  | -  | 37.1 | .445 | -    | .757 | 11.3 | 1.2 | 0.7 | 1.0 | 19.9 |
| 1976-77  | Knicks      | NBA  | 31  | -  | 32.9 | .450 | -    | .832 | 9.0  | 1.6 | 0.5 | 0.9 | 16.5 |
| 1977-78  | Knicks      | NBA  | 67  | -  | 26.3 | .484 | -    | .711 | 6.6  | 1.9 | 0.6 | 1.1 | 13.7 |
| 1978-79  | Knicks      | NBA  | 34  | -  | 30.1 | .489 | -    | .733 | 6.1  | 1.6 | 0.3 | 0.9 | 17.8 |
| 1978-79  | New Orleans | NBA  | 34  | -  | 39.4 | .497 | -    | .849 | 9.6  | 2.1 | 0.9 | 1.6 | 24.0 |
| 1979-80  | LA Lakers†  | NBA  | 76  | -  | 20.3 | .487 | .250 | .772 | 4.6  | 1.2 | 0.5 | 0.8 | 9.7  |
| 1981-82  | Washington  | NBA  | 76  | 63 | 27.4 | .476 | .000 | .842 | 5.6  | 0.8 | 0.6 | 0.9 | 13.3 |
| 1982-83  | Washington  | NBA  | 38  | 25 | 20.4 | .401 | .000 | .724 | 4.8  | 0.8 | 0.3 | 0.7 | 8.2  |
| Carreira | Carreira    |      | 844 | 88 | 34.8 | .469 | .053 | .796 | 10.3 | 1.8 | 0.6 | 1.1 | 20.3 |
| All-Star | All-Star    |      | 5   | 4  | 27.2 | .462 | .000 | .846 | 10.0 | 1.6 | 0.0 | 0.6 | 14.2 |

### Playoffs
| Ano      | Equipe     | Liga | PJ  | PT | MPJ  | AP   | 3P   | LL    | RT   | AS  | BR  | TO  | PPJ  |
| -------- | ---------- | ---- | --- | -- | ---- | ---- | ---- | ----- | ---- | --- | --- | --- | ---- |
| 1970     | D. Rockets | ABA  | 12  | -  | 47.3 | .511 | .200 | .831  | 19.8 | 3.3 | -   | -   | 36.7 |
| 1975     | Seattle    | NBA  | 9   | -  | 37.4 | .359 | -    | .770  | 9.0  | 2.0 | 0.8 | 1.2 | 15.7 |
| 1978     | Knicks     | NBA  | 6   | -  | 29.5 | .506 | -    | 1.000 | 7.0  | 2.0 | 0.3 | 0.8 | 16.2 |
| 1980     | LA Lakers† | NBA  | 11  | -  | 13.2 | .472 | .000 | .813  | 2.4  | 0.4 | 0.0 | 0.5 | 5.7  |
| 1982     | Washington | NBA  | 7   | -  | 33.0 | .496 | .000 | .743  | 5.6  | 1.0 | 0.6 | 2.0 | 20.0 |
| Carreira | Carreira   |      | 844 | 88 | 34.8 | .469 | .053 | .796  | 10.3 | 1.8 | 0.6 | 1.1 | 20.3 |

## Prêmio e homenagens

### Como jogador
- Membro do Naismith Basketball Hall of Fame: 2015

National Basketball Association (NBA):
- - Campeão da NBA: 1980;
  - 4x NBA All-Star: 1972, 1973, 1974, 1975;
  - 4x All-NBA Team:
    - primeiro time: 1972, 1973;
    - segundo time: 1974, 1975;

  - Número 24 aposentado pelo Seattle SuperSonics

American Basketball Association (ABA):
- - ABA Most Valuable Player (MVP): 1970;
  - ABA Scoring Champion (Cestinha): 1970;
  - ABA Rookie of the Year: 1970;
  - ABA All-Star Game MVP: 1970;
  - ABA All-Star: 1970;
  - All-ABA Team:
    - primeiro time: 1970;

  - All-ABA Rookie Team:
    - primeiro time: 1970;

  - ABA All-Time Team (Time de todos os tempos)
  - Líder de rebotes da ABA: 1970;